# James F. Glynn
James F. Glynn es teniente general de la Infantería de marina de los Estados Unidos.
La Casa Blanca envió a este oficial que luchó contra ISIS en Mosul para asesorar al ejército israelí en la guerra contra Hamás.
En 2004 luchó en Irak en Faluya. En 2006-2007 luchó en Ramadi. En 2017, Glynn supervisó la acción de las fuerzas de la coalición contra el grupo Estado Islámico en Mosul. Fue el oficial al mando del Marine Corps Recruit Depot Parris Island en 2018-2020. En 2020-2022, fue comandante del Mando de Operaciones Especiales de las Fuerzas del Cuerpo de Marines de los Estados Unidos. Desde 2022 es Comandante del Cuerpo de Marines.

## Educación
Glynn se graduó con una licenciatura en Ciencias en 1989 de la Academia Naval de los Estados Unidos . Glynn obtuvo una Maestría en Ciencias en Asuntos de Seguridad Nacional de la Escuela de Guerra del Ejército de los Estados Unidos , una Maestría en Estudios Militares de la Escuela de Comando y Estado Mayor del Cuerpo de Marines y se graduó de la Escuela de Guerra Anfibia del Cuerpo de Marines .

## Carrera militar
Glynn fue comisionado en el Cuerpo de Marines de los Estados Unidos como Segundo Teniente en 1989 luego de graduarse de la Academia Naval de los Estados Unidos . Glynn se graduó de la Escuela Básica y el Curso de Oficiales de Infantería, luego se reportó al 3er Batallón, 3er Marines en la Base del Cuerpo de Marines Hawaii en Kaneohe, donde se desempeñó como comandante de pelotón de rifles durante las Operaciones Escudo del Desierto / Tormenta del Desierto y más tarde como Pelotón de Morteros de 81 mm Comandante. Ha trabajado en alojamiento para el personal en: Marine Barracks, Washington D. C. ; oficial ejecutivo, 1er Batallón, 4o Marines, Camp Pendleton; Estación de Reclutamiento del Cuerpo de Marines, San Antonio; G-3, Operaciones Futuras, 1.ª Fuerza Expedicionaria de la Marina y Director del Comando de Operaciones Especiales de Operaciones Regionales (J3) - África desde mayo de 2010 hasta julio de 2011. Glynn sirvió en Irak de 2006 a 2007 como Comandante del Equipo de Aterrizaje del Batallón, 2.º Batallón, 4o Marines , 15a Unidad Expedicionaria de los Infantes de Marina .
Como coronel , Glynn se desempeñó como comandante en jefe del Marine Raider Training Center, anteriormente conocido como Escuela de Operaciones Especiales MARSOC, desde julio de 2011 hasta julio de 2013.
Sus asignaciones más recientes incluyen: Asistente militar del Subcomandante de la Infantería de Marina de julio de 2013 a agosto de 2015 y luego como Director de la Oficina de Comunicación de la Infantería de Marina de los EE. UU., Cuartel general de la Infantería de Marina de septiembre de 2015 a junio de 2017; Comandante General Adjunto de la Fuerza de Tarea Conjunta de Operaciones Especiales, Operación Inherente Resolución (Adelante) de julio de 2017 a julio de 2018; Comandante General, Depósito de Reclutamiento del Cuerpo de Infantería de Marina de Parris Island y Región de Reclutamiento del Este y asumió sus funciones como oficial al mando del Comando de Operaciones Especiales de las Fuerzas Marinas de los Estados Unidos el 26 de junio de 2020.

| Decoraciones militares de EE. UU. | Decoraciones militares de EE. UU. |
| --------------------------------- | --- |
|                                   | Defense Superior Service Medal - Medalla de servicio superior de defensa con dispositivo "C" y un racimo de hojas de roble de bronce |
|                                   | Legion of Merit - con estrella de oro                                                                                                |
|                                   | Bronze Star Medal - Medalla estrella de bronce                                                                                       |
|                                   | Purple Heart - Corazón Purpura |
|                                   | Meritorious Service Medal - Medalla de servicio meritorio con estrella de oro                                                        |
|                                   | Navy & Marine Corps Commendation Medal - Medalla de elogio de la Armada y el Cuerpo de Marines con estrella de oro                   |
|                                   | Navy & Marine Corps Achievement Medal - Medalla de logros de la Marina con dispositivo de distinción de combate y estrella de oro    |
|                                   | Combat Action Ribbon - Cinta de combate con estrella dorada                                                                          |
|                                   | Joint Meritorious Unit Award - Premio Unidad Meritoria Conjunta con racimo de hojas de roble                                         |
|                                   | Navy Unit Commendation - Mención de la Unidad de la Armada con tres estrellas de servicio de bronce                                  |
|                                   | Navy Meritorious Unit Commendation - Mención de Unidad Meritoria de la Marina con tres estrellas de servicio de bronce               |
|                                   | Marine Corps Expeditionary Medal - Medalla Expedicionaria del Cuerpo de Marines                                                      |
|                                   | National Defense Service Medal' - Medalla del Servicio de Defensa Nacional con estrellas de servicio de bronce                       |
|                                   | Armed Forces Expeditionary Medal - Medalla Expedicionaria de las Fuerzas Armadas                                                     |
|                                   | Southwest Asia Service Medal - Medalla de servicio del suroeste de Asia con dos estrellas de campaña de bronce                       |
|                                   | Iraq Campaign Medal - Medalla de campaña de Irak con dos estrellas de campaña de bronce                                              |
|                                   | Inherent Resolve Campaign Medal - Medalla de campaña de resolución inherente con estrella de campaña                                 |
|                                   | Global War on Terrorism Expeditionary Medal ribbon - Medalla expedicionaria de la Guerra Global contra el Terrorismo                 |
|                                   | Global War on Terrorism Service Medal - Medalla al servicio de la guerra global contra el terrorismo                                 |
|                                   | Humanitarian Service Medal - Medalla de servicio humanitario con estrellas de campaña de bronce                                      |
|                                   | Navy Sea Service Deployment Ribbon - Cinta de despliegue del servicio Navy Sea con estrellas de servicio plateadas y bronce          |
|                                   | Marine Corps Recruiting Service Ribbon - Cinta del servicio de reclutamiento del cuerpo de marines                                   |
|                                   | Kuwait Liberation Medal (Arabia Saudita) - Medalla de la Liberación de Kuwait (Arabia Saudita)                                       |
|                                   | Kuwait Liberation Medal (Kuwait) - Medalla de la Liberación de Kuwait (Kuwait)                                                       |